# Die Schweizer Familie
Personnages
- Le comte Wallstein, un riche propriétaire terrien en Allemagne (basse)
- Durmann, son intendant (ténor)
- Richard Boll, un agriculteur suisse (basse)
- Gertrude, sa femme (mezzo-soprano)
- Emmeline, sa fille (soprano)
- Jacob Friburg, un berger des Alpes suisses (ténor)
- Paul, le cousin de Durmann (ténor)
- Le juge du village (rôle muet)
- Les chasseurs et les domestiques du comte, les gens de la campagne (chorale)

Die Schweizer Familie (titre français Emmeline ou La Vallée suisse) est une opérette de Joseph Weigl sur un livret d'Ignaz Franz Castelli, créé en 1809 au Theater am Kärntnertor à Vienne, dans l'empire d'Autriche.

## Argument
Wallstein, un riche comte allemand, a un accident de montagne alors qu'il séjourne dans les Alpes suisses. Par hasard, il est sauvé par l'agriculteur suisse Richard Boll, à qui il aimerait offrir une vie insouciante en Allemagne. Il fait donc recréer sa patrie suisse sur son domaine allemand et amène l'agriculteur et sa famille vivre avec lui. Cependant, Emmeline, la fille du fermier, devient folle de chagrin d'amour, parce que son amant Jacob Friburg est resté dans son pays natal, la Suisse. Mais le comte, qui soupçonne son lien secret et sincère avec le berger, le fait convoquer depuis la Suisse dans son domaine. Après quelques scènes de confusion amusantes, les deux amoureux se retrouvent enfin.

## Orchestration
| Instrumentation de Die Schweizer Familie       |
| Bois                                           |
| 2 flûtes, 2 hautbois, 2 clarinettes, 2 bassons |
| Cuivres                                        |
| 4 cors, 2 trompettes                           |
| Cordes frottées                                |
| Percussions                                    |
| Timbales                                       |
| Musique de scène                               |
| 1 clarinette                                   |

## Histoire
Après la première réussie de son Singspiel Das Waisenhaus, Weigl commence à l'automne 1808 par la mise en musique de la traduction et de l'adaptation par Ignaz Franz Castelli d'un vaudeville français Pauvre Jacques de Sewrin et Alissan de Chazet, présenté à Paris, en 1807.
L'œuvre est créée le 14 mars 1809 sous la direction du compositeur au Kärntnertortheater de Vienne. Ignaz Saal (de) (le comte Wallstein), Friedrich Demmer (de) (Durmann), Carl Weinmüller (de) (Richard Boll), Marianna Marconi (Gertrude), Anna Milder (Emmeline), Johann Michael Vogl (Jacob Friburg) et Joseph Caché (de) (Paul) sont les premiers interprètes.
Il est l'un des opéras allemands les plus joués en Europe dans la première moitié du XIXe siècle, à côté de Das unterbrochene Opferfest de Peter von Winter.
Vers 1810, les airs les plus appréciés de l'opéra sont adaptés pour l'orchestre d'harmonie, le piano, pour piano et voix et Weigl fait lui-même un arrangement pour un quarter de flûtes.
L'opéra est créée en France sous le titre La Vallée suisse le 31 octobre 1812 au théâtre national de l'Opéra-Comique puis en 1827 sous le titre Emmeline ou la Vallée Suisse au théâtre de l'Odéon
Les plus grands écrivains (comme Ludwig Börne) et compositeurs de l'époque admirent cette œuvre, qui est probablement l'un des premiers opéras que Franz Schubert entend au théâtre et qui met également en vedette à plusieurs reprises de nouvelles actrices dans le rôle d'Emmeline (par exemple Wilhelmine Schröder-Devrient en 1822 ou Nanette Schechner en 1826). La scène finale, avec la danse de la vache résonnant derrière la scène, un trio de la clarinette (au lieu de la chalemie, de la flûte de berger ou du cor des Alpes), du soprano et du ténor sans accompagnement orchestral, acquiert une signification historique musicale particulière. De nombreuses œuvres du romantisme sont directement ou indirectement influencées par ce passage de la partition de Weigl, comme Gli amori di Teolinda de Giacomo Meyerbeer (1816), Der Hirt auf dem Felsen (D 965, 1828), l'avant-dernière composition de Schubert écrite pour Anna Milder, Le mal du pays dans Années de pèlerinage de Franz Liszt ou encore les scènes de bergers dans Tannhäuser et Tristan und Isolde de Richard Wagner.
Au début du XXe siècle, Die Schweizer Familie disparaît des programmations.

## Source de la traduction
- (de) Cet article est partiellement ou en totalité issu de l’article de Wikipédia en allemand intitulé « Die Schweizer Familie » (voir la liste des auteurs).